# Jean Acosta Soares
Jean Acosta Soares (Brazilië, 27 januari 1992) is een Braziliaanse voetballer. Hij staat sinds seizoen 2009/10 onder contract bij Germinal Beerschot, waar hij voor drie jaar tekende. In de laatste twee wedstrijden van de play-offs van het seizoen 2009/10 mocht hij zijn debuut maken in de basis van het eerste elftal. In het seizoen 2011/12 speelt Soares voor het beloftenelftal van Beerschot.

## Statistieken
| seizoen | club                    | land     | competitie                    | wed. | goals |
| ------- | ----------------------- | -------- | ----------------------------- | ---- | ----- |
| 2008/09 | Esporte Clube Juventude | Brazilië | Campeonato Brasileiro Série B |      |       |
| 2009/10 | Germinal Beerschot      | België   | Jupiler League                | 0    | 0     |
| 2009/10 | Germinal Beerschot      | België   | Play-Off II B                 | 2    | 0     |
| 2010/11 | Germinal Beerschot      | België   | Jupiler League                | 3    | 0     |
| 2010/11 | Germinal Beerschot      | België   | Play-Off II B                 | 5    | 0     |
| 2011/12 | Beerschot AC            | België   | Jupiler Pro League            |      |       |
|         |                         |          | Totaal                        | 10   | 0     |

Bijgewerkt: 01/05/2011